# Sloane Jacobs
Amelia Herr (West Chester, Pensilvania; 5 de enero de 2003) es una luchadora de lucha libre profesional y de taekwondo estadounidense. Pasó por la World Wrestling Entertainment (WWE) con el nombre artístico Sloane Jacobs. Continúa en el circuito independiente bajo el nombre de Notorious Mimi.

## Primeros años
Herr es natural de West Chester (Pensilvania), y se graduó en 2021 en la Unionville High School de Kennett Square. Se especializó en Justicia Penal. Herr tiene dos años de entrenamiento en taekwondo, y se formó en lucha libre profesional en la Monster Factory de Paulsboro (Nueva Jersey).

## Carrera

### Circuito independiente (2018-2022)
Herr comenzó a luchar regularmente en los circuitos independientes en 2018, participando en varias promociones, particularmente en el noreste de Estados Unidos. Debutó con All Elite Wrestling el 11 de octubre de 2021, en un combate perdedor contra Penelope Ford en AEW Dark: Elevation.

### All Elite Wrestling (2021)
Ella pasó a hacer varias apariciones en AEW Dark y AEW Dark: Elevation, incluyendo un combate contra Emi Sakura en Elevation el 13 de diciembre de 2021.

### WWE (2022)
Herr participó en pruebas en el WWE Performance Center de Orlando (Florida), en diciembre de 2021. Fue anunciada entre una clase de reclutas que se presentaron en el WWE Performance Center el 14 de marzo de 2022, para comenzar a entrenar con WWE. Comenzó a actuar para su marca NXT e hizo su debut en la WWE en NXT el 29 de marzo, en una derrota ante Nikkita Lyons. También se enfrentó a la recién llegada Roxanne Perez en WWE NXT: Level Up el 15 de abril, que también resultó en una derrota para Jacobs. 
Jacobs obtuvo su primera victoria en NXT sobre Thea Hail en la edición del 3 de mayo de 2022 de NXT 2.0. En el episodio del 19 de julio de NXT, Jacobs compitió en una batalla real de 20 mujeres para determinar la aspirante número uno al NXT Women's Championship, que fue ganado por Zoey Stark. El 1 de noviembre de 2022, se informó que Herr fue liberada de su contrato con WWE junto con otros talentos de NXT.

### Ring Of Honor (2023)
En el episodio del 6 de abril de 2023 de Ring of Honor Wrestling, Mimi hizo su debut en un esfuerzo perdedor ante Willow Nightingale. Mimi hizo una segunda aparición en el episodio del 15 de junio perdiendo ante Miranda Alize.